# Liste des cathédrales du Pérou
Cet article recense les cathédrales du Pérou.

## Liste
| Cathédrale                                              | Diocèse              | Province      | Ville            | Coordonnées                        | Illustration                                            |
| ------------------------------------------------------- | -------------------- | ------------- | ---------------- | ---------------------------------- | ------------------------------------------------------- |
| Cathédrale de la Vierge-du-Rosaire                      | Abancay              | Apurímac      | Abancay          | à géolocaliser                     | Cathédrale de la Vierge-du-Rosaire                      |
| Cathédrale Notre-Dame                                   | Arequipa             | Arequipa      | Arequipa         | à géolocaliser                     | Cathédrale Notre-Dame                                   |
| Cathédrale Sainte-Marie                                 | Ayacucho             | Ayacucho      | Ayacucho         | à géolocaliser                     | Cathédrale Sainte-Marie                                 |
| Cathédrale Saint-François-d'Assise                      | Ayaviri              | Puno          | Ayaviri          | à géolocaliser                     | Cathédrale Saint-François-d'Assise                      |
| Cathédrale Sainte-Catherine                             | Cajamarca            | Cajamarca     | Cajamarca        | à géolocaliser                     | Cathédrale Sainte-Catherine                             |
| Cathédrale San José en Bellavista                       | Callao               | El Callao     | Callao           | à géolocaliser                     | Cathédrale San José en Bellavista                       |
| Cathédrale du Bon-Pasteur                               | Carabayllo           | Lima          | Sol De Oro       | à géolocaliser                     | Image manquante Téléverser                              |
| Cathédrale Saint-Pierre                                 | Caravelí             | Arequipa      | Caravelí         | à géolocaliser                     | Image manquante Téléverser                              |
| Cathédrale Saint-Jean-Baptiste                          | Chachapoyas          | Amazonas      | Chachapoyas      | à géolocaliser                     | Cathédrale Saint-Jean-Baptiste                          |
| Cathédrale Sainte-Marie                                 | Chiclayo             | Lambayeque    | Chiclayo         | à géolocaliser                     | Cathédrale Sainte-Marie                                 |
| Cathédrale Notre-Dame-du-Mont-Carmel-et-Saint-Pierre    | Chimbote             | Ancash        | Chimbote         | à géolocaliser                     | Image manquante Téléverser                              |
| Cathédrale Saint-André-de-Huaycán                       | Chosica              | Lima          | Chosica          | à géolocaliser                     | Image manquante Téléverser                              |
| Cathédrale de Tous-les-Saints                           | Chota                | Cajamarca     | Chota            | à géolocaliser                     | Cathédrale de Tous-les-Saints                           |
| Cathédrale de la Sainte-Famille                         | Chulucanas           | Piura         | Chulucanas       | à géolocaliser                     | Image manquante Téléverser                              |
| Cathédrale de l'Immaculée-Conception                    | Chuquibamba          | Arequipa      | Chuquibamba      | à géolocaliser                     | Image manquante Téléverser                              |
| Cathédrale Saint-Pierre                                 | Chuquibambilla       | Apurímac      | Chuquibambilla   | à géolocaliser                     | Image manquante Téléverser                              |
| Cathédrale Notre-Dame-de-l'Assomption                   | Cusco                | Cusco         | Cuzco            | à géolocaliser                     | Cathédrale Notre-Dame-de-l'Assomption                   |
| Cathédrale Saint-Barthélémy                             | Huacho               | Lima          | Huacho           | à géolocaliser                     | Image manquante Téléverser                              |
| Cathédrale Saint-Augustin-et-Vierge-de-Alta Gracia      | Huamachuco           | La Libertad   | Huamachuco       | à géolocaliser                     | Image manquante Téléverser                              |
| Cathédrale Saint-Antoine                                | Huancavelica         | Huancavelica  | Huancavelica     | 12° 47′ 16″ sud, 74° 58′ 23″ ouest | Cathédrale Saint-Antoine                                |
| Cathédrale de la Très-Sainte-Trinité                    | Huancayo             | Junín         | Huancayo         | à géolocaliser                     | Image manquante Téléverser                              |
| Cathédrale del Señor de Burgos                          | Huánuco              | Huánuco       | Huánuco          | à géolocaliser                     | Cathédrale del Señor de Burgos                          |
| Cathédrale Saint-Sébastien-et-de-l'Immaculée-Conception | Huaraz               | Ancash        | Huaraz           | à géolocaliser                     | Cathédrale Saint-Sébastien-et-de-l'Immaculée-Conception |
| Cathédrale del Señor de la Soledad                      | Huaraz               | Ancash        | Huaraz           | à géolocaliser                     | Image manquante Téléverser                              |
| Cathédrale                                              | Huarí                | Ancash        | Huarí            | à géolocaliser                     | Image manquante Téléverser                              |
| Cathédrale Saint-Jérôme                                 | Ica                  | Ica           | Ica              | à géolocaliser                     | Cathédrale Saint-Jérôme                                 |
| Cathédrale Saint-Jean-Baptiste                          | Iquitos              | Loreto        | Iquitos          | à géolocaliser                     | Cathédrale Saint-Jean-Baptiste                          |
| Cathédrale                                              | Jaén en Perú         | Cajamarca     | Jaén             | à géolocaliser                     | Image manquante Téléverser                              |
| Cathédrale Saint-Pierre                                 | Juli                 | Puno          | Juli             | à géolocaliser                     | Cathédrale Saint-Pierre                                 |
| Cathédrale Saint-Jean                                   | Lima                 | Lima          | Lima             | à géolocaliser                     | Cathédrale Saint-Jean                                   |
| Cathédrale Saint-Pierre                                 | Lurín                | Lima          | Lurín            | à géolocaliser                     | Image manquante Téléverser                              |
| Cathédrale Saint-Jacques                                | Moyobamba            | San Martín    | Moyobamba        | à géolocaliser                     | Cathédrale Saint-Jacques                                |
| Cathédrale Saint-Michel-Archange                        | Piura                | Piura         | Piura            | à géolocaliser                     | Cathédrale Saint-Michel-Archange                        |
| Cathédrale de l'Immaculée-Conception                    | Pucallpa             | Ucayali       | Pucallpa         | à géolocaliser                     | Cathédrale de l'Immaculée-Conception                    |
| Cathédrale                                              | Puerto Maldonado     | Madre de Dios | Puerto Maldonado | à géolocaliser                     | Image manquante Téléverser                              |
| Cathédrale Saint-Charles-Borromée                       | Puno                 | Puno          | Puno             | 15° 50′ 28″ sud, 70° 01′ 45″ ouest | Cathédrale Saint-Charles-Borromée                       |
| Cathédrale Saint-Antoine-de-Padoue                      | Requena              | Loreto        | Requena          | à géolocaliser                     | Image manquante Téléverser                              |
| Cathédrale                                              | San José de Amazonas | Loreto        | Indiana          | à géolocaliser                     | Image manquante Téléverser                              |
| Cathédrale                                              | San Ramón            | Junín         | San Ramón        | à géolocaliser                     | Cathédrale                                              |
| Cathédrale Notre-Dame-du-Mont-Carmel                    | Sicuani              | Cusco         | Sicuani          | à géolocaliser                     | Image manquante Téléverser                              |
| Cathédrale Notre-Dame-du-Rosaire                        | Tacna y Moquegua     | Tacna         | Tacna            | à géolocaliser                     | Cathédrale Notre-Dame-du-Rosaire                        |
| Cathédrale Sainte-Catherine                             | Tacna y Moquegua     | Moquegua      | Moquegua         | à géolocaliser                     | Image manquante Téléverser                              |
| Cathédrale Sainte-Anne                                  | Tarma                | Junín         | Tarma            | à géolocaliser                     | Cathédrale Sainte-Anne                                  |
| Cathédrale Sainte-Marie                                 | Trujillo             | La Libertad   | Trujillo         | à géolocaliser                     | Cathédrale Sainte-Marie                                 |
| Cathédrale Saint-Vincent-Martyr                         | Yauyos               | Lima          | Yauyos           | à géolocaliser                     | Image manquante Téléverser                              |
| Cathédrale Virgen de la Nieves                          | Yurimaguas           | Loreto        | Yurimaguas       | à géolocaliser                     | Cathédrale Virgen de la Nieves                          |